# Urmatt
Urmatt ist eine französische Gemeinde mit 1448 Einwohnern (Stand 1. Januar 2021) im Tal der Breusch im Département Bas-Rhin in der Region Grand Est (bis 2015 Elsass). In der Zeit der Merowinger hieß der Ort „Casa Rumaldi“.

## Bevölkerungsentwicklung
| 1962 | 1968 | 1975 | 1982 | 1990 | 1999 | 2008 | 2017 |
| ---- | ---- | ---- | ---- | ---- | ---- | ---- | ---- |
| 980  | 1042 | 1092 | 1121 | 1243 | 1357 | 1447 | 1478 |

## Wappen
Nach dem elsässischen Historiker Grandidier geht der Name Urmatt (lateinisch urus) zurück auf das Wort Quelle. Nach seiner Deutung, ein perfekter Ort, um Auerochsen in Gräben auf nassen sumpfigen Gelände zu jagen. Ein anderer Historiker Schoepflin deutet „UR“ als „alt“ und „MAT“ als „Wiese“, folglich alte Wiesen. Das Wappen zeigt einen roten Auerochsen auf grünem Grund.

## Sehenswürdigkeiten
- Kleiner Katzenberg (903 m) mit den Resten des Château de la Muraille, einer Burganlage des 13. Jahrhunderts
- Vorderer Langenberg, ein Nebengipfel des Rocher de Mutzig, mit Resten einer prähistorischen Kultstätte mit mehreren Menhiren, bekannt als Jardin des Fées.
- Naturdenkmal Porte de pierre („Türgestell“): zwei verwitterte senkrechte Sandsteinfelsen, auf denen noch ein weiterer Sandsteinfels wie ein Fenstersturz liegt
- Alter Brunnen aus dem untergegangenen Dominikanerkloster
- Kirche Sainte-Croix und Kapelle (1828)
- Usine Mullerhof: Henry Müller aus dem nahen Schirmeck kaufte 1840 eine Mühle in der Nähe Urmatt und installierte dort einen sich drehenden Webstuhl: er erbaute zusätzlich ein schlossähnliches Anwesen, das nach ihm Château du Mullerhof genannt wird.

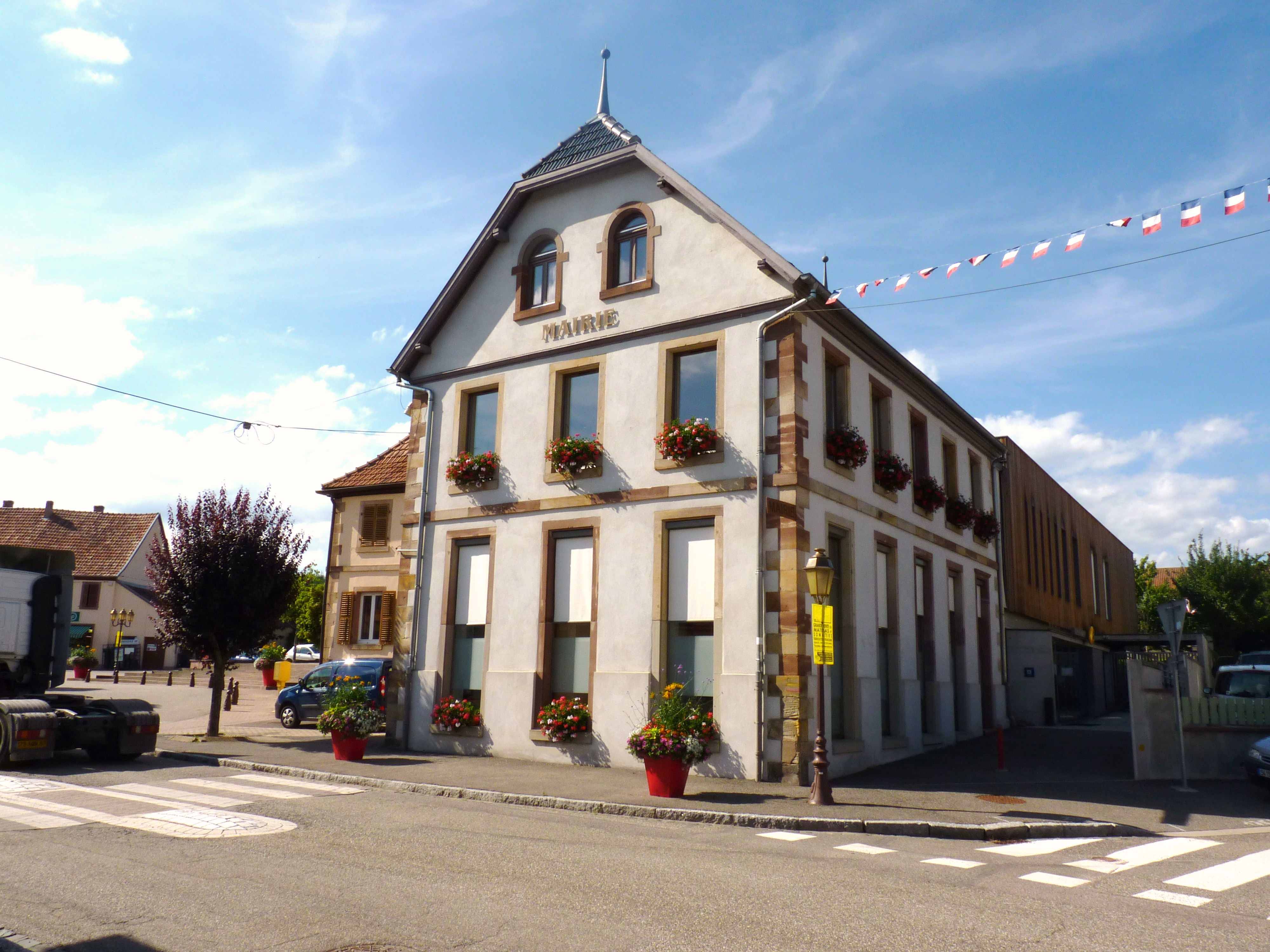
Mairie
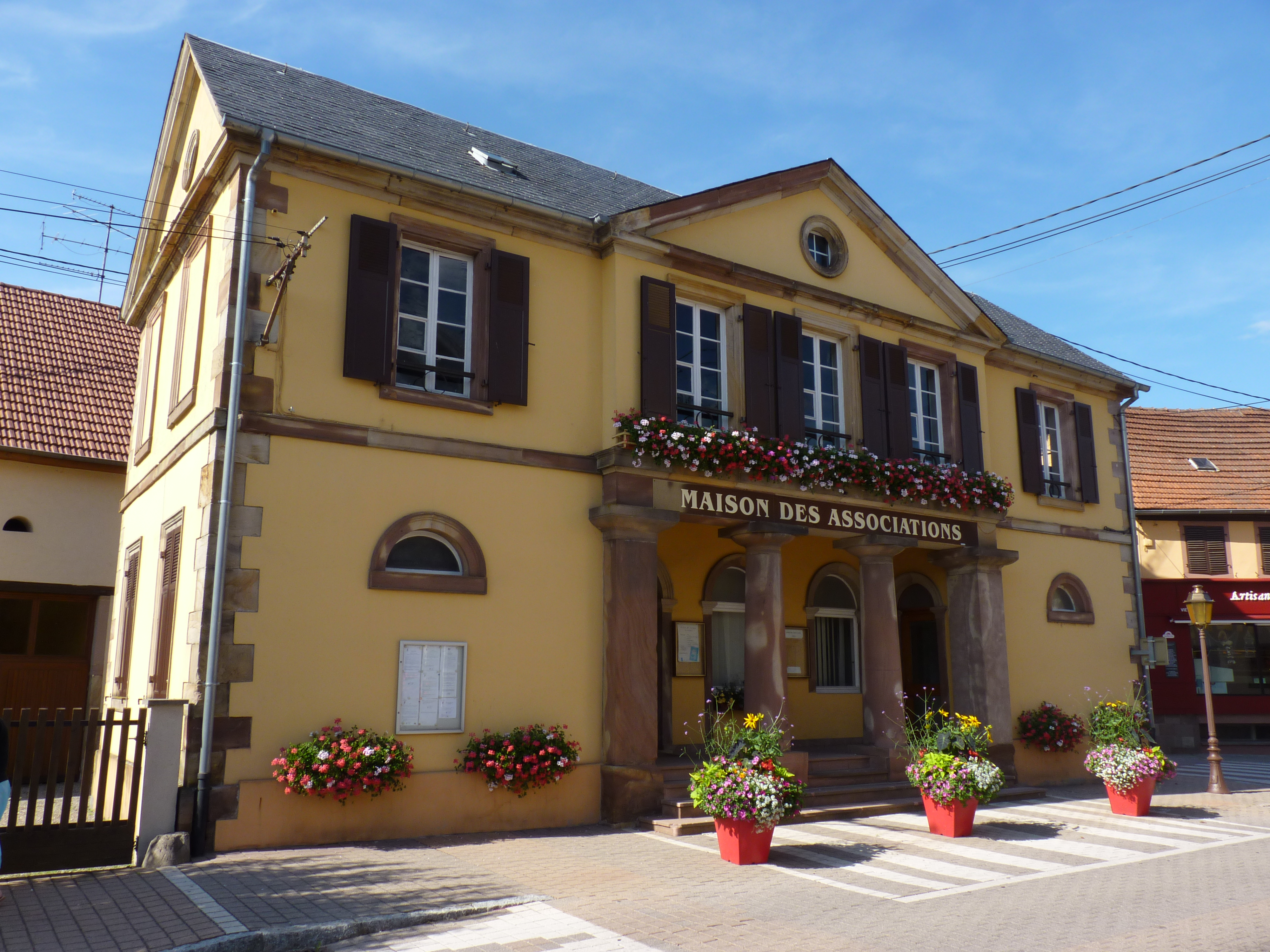
Bürgerhaus
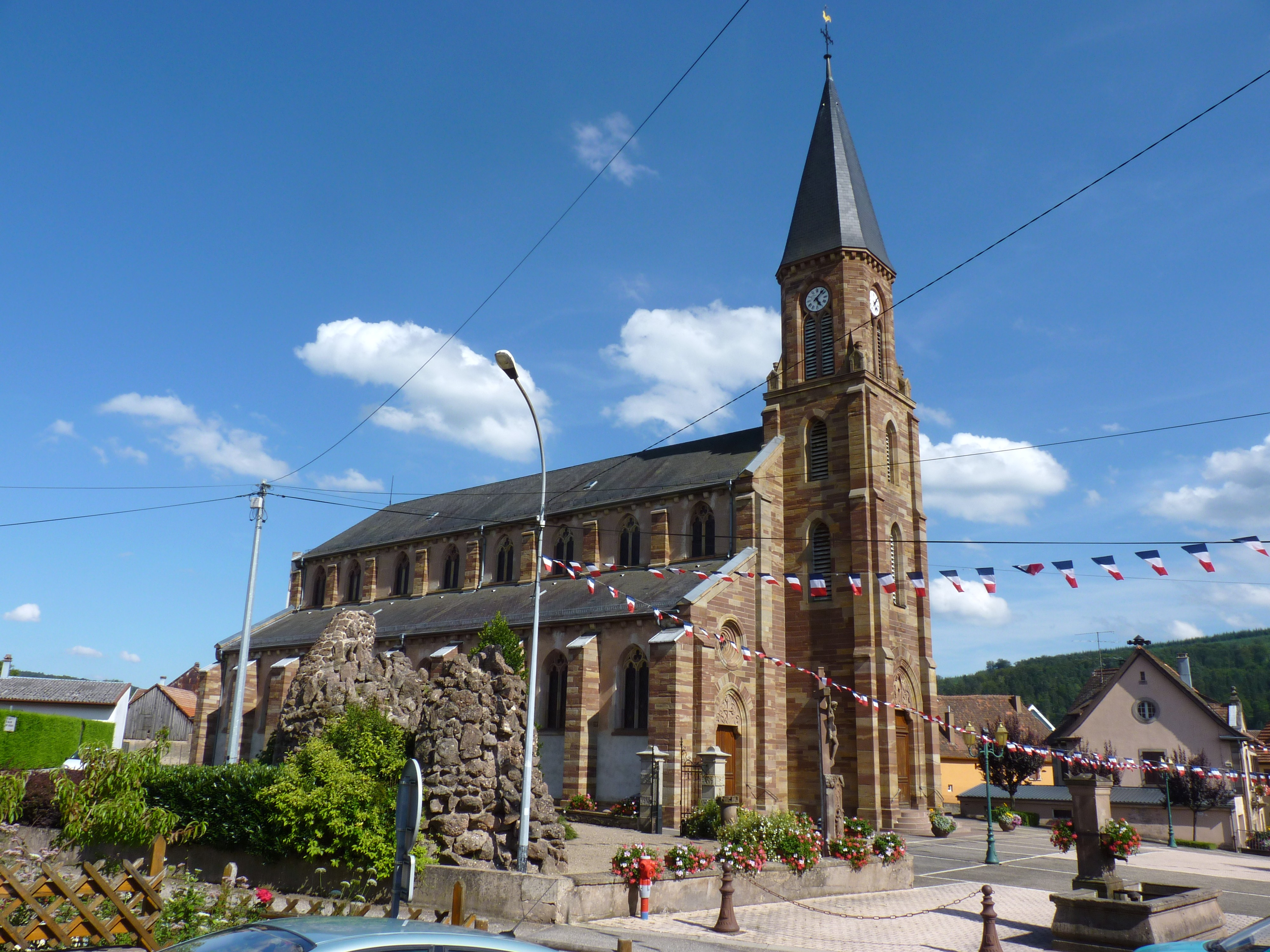
Kirche Sainte-Croix
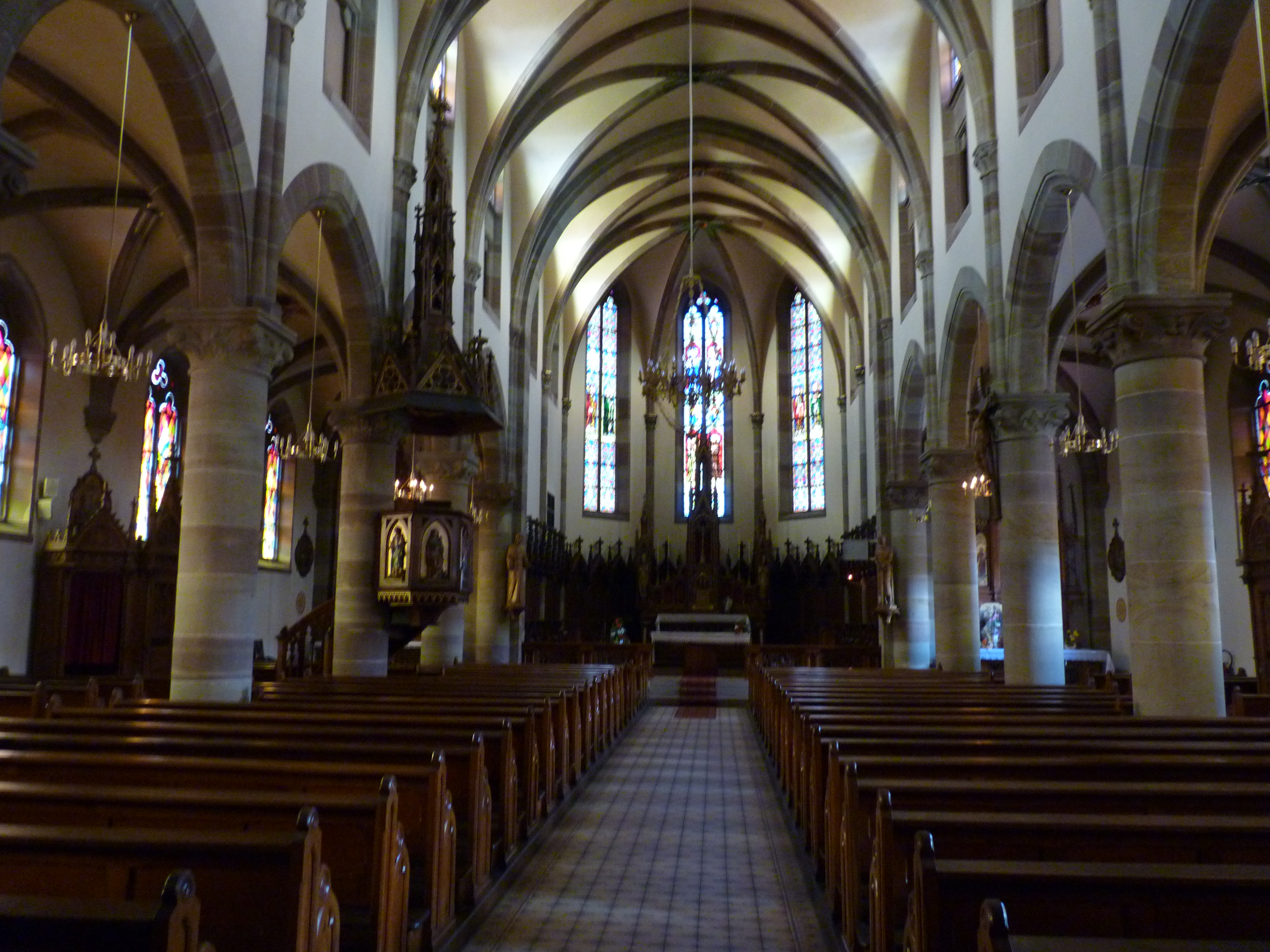
Chor der Kirche

## Verkehr
Urmatt liegt an der Bahnstrecke Strasbourg–Saint-Dié und wird im Regionalverkehr von Zügen des TER Grand Est bedient.